# Vietcong

Vietcong - шутер від першої особи на основі подій В'єтнамської війни. Гра була розроблена компаніями Pterodon, Illusion Softworks і видана компанією Gathering у квітні 2003 року.

## Сюжет
Головний герой гри - сержант першого класу Стів Гокінс, що належить до Сил спеціальних операцій армії США («зелені берети»). У червні 1967 року він потрапляє до табору Нуй-Пек (вигаданий авторами гри) на кордоні з Камбоджі. Сержант Гокінс з іншими солдатами веде боротьбу проти В'єтконгу.

## Ігровий процес

### Персонажі
- Стів Р. Хоукінс, сержант першого класу, 12 жовтня 1939 р.
- Джо Крокер, старший сержант, медик, 17 травня 1943 р.
- Пітер Джеймс Дефорд, сержант першого класу, радист, 21 грудня 1944 р.
- К. Дж. Хорнстер, старший сержант, кулеметник, 18 січня 1939 р.
- Томас Бронсон, сержант, інженер, 1 квітня 1940р.
- Ле Дуй Нхут, сержант, 21 серпня 1939 р.

### Однокористувацька гра
Режим, що дозволяє одноосібну гру. А саме починати нові кампанії, завантажувати раніше збережені, проходити ті ж місії, що в кампанії, проте без команди, а також влаштовувати швидкий бій на вибраній карті.

### Багатокористувацький режим
Vietcong має ще і багатокористувальницький режим, що дає змогу грати через локальну мережу та Інтернет.

### Список зброї

#### В'єтнамська зброя
- ТТ
- Пістолет Макарова
- Гвинтівка Мосіна
- Самозарядний карабін Симонова
- Иж-43
- Снайперська гвинтівка Драгунова
- Пістолет-кулемет Шпагіна
- Пістолет-кулемет Судаєва
- Автомат Калашникова
- Ручний кулемет Дегтярьова
- ДП (кулемет)

#### Американська зброя
- Кольт M1911А1
- Револьвер 38 калібр
- Smith & Wesson model 39
- M1 Carbine
- Вінчестер 70
- M1 Garand (з оптичним прицілом)
- Remington 870
- M3 (пістолет-кулемет)
- М1А1 Томпсон
- М16
- M60 (кулемет)
- М79 (гранатомет)